# Atractomorpha taiwanensis
Atractomorpha taiwanensis är en insektsart som beskrevs av Yin, X.-c. och J. Shi 2007. Atractomorpha taiwanensis ingår i släktet Atractomorpha och familjen Pyrgomorphidae. Inga underarter finns listade i Catalogue of Life.